# La zampa d'oca
La zampa d'oca è un romanzo di Carlo Cassola pubblicato dalla casa editrice Rizzoli nel 1981.
Si tratta di un romanzo storico ambientato nell'epoca medievale, il secondo dell'autore dopo il precedente Il ribelle, ambientato invece nell'epoca romana.

## Trama
Alla vigilia dell'anno Mille, il monaco ed eremita cristiano Liborio sale su un monte perché combattuto da dubbi teologici: se con l'arrivo del nuovo millennio arriverà anche l'apocalisse, la fine del mondo sarà un crimine da attribuire a Dio oppure a Satana? Liborio non può credere che Dio desideri la distruzione di questo bellissimo mondo, quindi arriva alla conclusione che l'apocalisse dovrà essere opera del demonio. Per questa idea, viene però tacciato come eretico. Alla fine, Liborio ha la rivelazione: Satana non esiste, sono gli uomini stessi, folli e stupidi, che condurranno il mondo alla rovina.

## La critica
Il titolo prende spunto da un popolare detto secondo il quale è possibile smascherare il demonio da una zampa d'oca che non riuscirebbe a nascondere. Scrive Renato Bertacchini che attraverso il romanzo il «Cassola vuol dire che siamo vicini al secondo Millennio, e la zampa d'oca, cioè la perversa stoltezza degli uomini prende oggi la forma micidiale degli euromissili».

## Edizioni
- Carlo Cassola, La zampa d'oca, Milano, Rizzoli, 1981.